# Pedro Emauz e Silva
Pedro Emauz e Silva é um arquiteto português.

## Biografia
Destaca-se entre os seus projetos arquitetónicos, o seguinte: 
- edifício na Rua do Século, n.º 107 a 109, edifício na Rua da Academia das Ciências, n.º 2, e edifício na Travessa da Horta, n.º 2 a 6 (projecto conjunto com João Paiva Raposo de Almeida e Pedro Lancastre Ferreira Pinto - Prémio Valmor, 1990.[1]